# اورتو-دی‌اوتی
اورتو-دی‌اوتی (به انگلیسی: Ortho-DOT) با فرمول شیمیایی C۱۲H۱۹NO۲S یک ترکیب شیمیایی با شناسه پاب‌کم ۱۴۴۸۹۰ است. که جرم مولی آن ۲۴۱٫۳۵ g/mol می‌باشد. 